# Carex luzulifolia
Carex luzulifolia là một loài thực vật có hoa trong họ Cói. Loài này được W.Boott mô tả khoa học đầu tiên năm 1880.